# Greg Phillinganes
Gregory Arthur „Greg“ Phillinganes (* 12. května 1956 Detroit, Michigan) je americký klávesista a zpěvák.
V letech 1976–1981 hrál se Steviem Wonderem. V roce 1978 zahájil 30 let trvající spolupráci s The Jacksons a Michaelem Jacksonem, na jehož všech následujících sólových albech se podílel a hrál, včetně Thrilleru z roku 1982. Phillinganes sám v roce 1981 vydal vlastní desku Significant Gains, kterou o tři roky později následovalo album Pulse. V polovině 80. let působil rovněž v kapele Erica Claptona; zahrál si na jeho albech Behind the Sun, August, Journeyman a později i na Pilgrim. Tehdy začal působit i jako studiový hudebník a v následujících letech spolupracoval s mnoha dalšími umělci, jako jsou např. Bee Gees, Donna Summer, Anita Baker, George Benson, Donald Fagen, Aretha Franklin, Patti LaBelle, Richard Marx, Paul McCartney, Al Jarreau, Quincy Jones či Stevie Nicks. V letech 2005–2008 byl členem skupiny Toto, v letech 2014–2015 doprovázel Stevieho Wondera na turné k albu Songs in the Key of Life a roku 2016 hrál na turné Rattle That Lock Tour Davida Gilmoura.